# لانه‌کن‌های نمادین
لانه‌کن‌های نمادین (نام علمی: Trogon) نام یک سرده از تیره لانه‌کن است.